# УАЗ-451
КП: 4-ступінчаста, з синхронізаторами на ІІІ та IV передачах; 
УАЗ-451 — сімейство автомобілів Ульянівського автомобільного заводу, яке представлено на ринку з 1961 року. Автомобіль представлений у версіях: фургон, мікроавтобус, санітарний автомобіль. Основною відмінністю сімейства УАЗ-451 від автомобілів сімейства УАЗ-450 та УАЗ-452 була наявність тільки заднього приводу (4×2). Ці автомобілі призначалися переважно для народногосподарських потреб.
Вантажопідйомність 1000 кг.

## Модифікації
- УАЗ-451 — суцільнометалевий фургон, що виготовлявся з 1961 по 1966 рік.
- УАЗ-451А — автомобіль швидкої допомоги.
- УАЗ-451В — мікроавтобус на 9 пасажирських місць.
- УАЗ-451Д — бортовий автомобіль з двомісною кабіною і дерев'яним кузовом, що виготовлявся з 1961 по 1966 рік.
- УАЗ-451М — суцільнометалевий фургон, модернізована версія УАЗ-451, що виготовлявся з 1966 по ? рік.
- УАЗ-451ДМ — бортовий автомобіль з двомісною кабіною і дерев'яним кузовом, модернізована версія УАЗ-451Д, що виготовлявся з 1966 по ? рік.

## Конкуренти
- ЄрАЗ-762
- Żuk